# سوزان ستيل ناشطة في مجال حقوق المرأة
سوزان ستيل، ولدت في عام 1964 في ولاية نيويورك، وهي ناشطة أمريكية في مجال حقوق المرأة والمتحدثة الرئيسة عن العنف المنزلي، بعد معاناتها لعدة أعوام من عنف زوجها الشديد، أولنر لي ستيل وهو عازف جيتار ويعزف موسيقى البلوز، استطاعت أن تأخذ حاضنة أبناءها، وحُكم على زوجها بالسجن لمدة 36 عام، وهي أطول عقوبة فُرضت على الإطلاق بسبب عنف غير مُهلك.

## حياتها والعنف المنزلي
ولدت سوزان ستيل في عام 1964 في ولاية نيويورك في أسرة من طبقة المتوسطة، ودرست في جامعة بوفالو بنيويورك حيث قابلت عازف الجيتار وموسيقى البلوز أولنر لي ستيل، ووقعت في حبه، بعد سنوات قليلة تزوج كلا الإثنين عندما كانت تعمل في شركة تأمين صحي لدعم عائلتها ماديًا، في البداية كان أولنر  متحكمًا ولكن ليس عنيفًا أو مسيئًا بشكل خاص، وفقًا لسوزان كان زوجها يميل إلى أن يكون مُهيمن وأن يغسل الأدمغة، وفي النهاية قام زوجها بعزلها عن أسرتها، ولكن بسبب كفاءة زوجها في التلاعب والتحكم وزيادة هذا التحكم تدريجيًا، أدركت سوزان متأخرة مستوى الخطر العالي الذي قامت تصرفات زوجها القهرية بوضعها فيه، وبعد أن أنجبت أولادها الأكبر سنًا، صبي وفتاة، اضطرت سوزان لترك العمل والبقاء في المنزل لاعتناء بهم، بعد أن تزوجت سوزان أولنر، بات مسيئًا عاطفيًا وشفويًا لمدة 12 سنة، وفي عام 2001 أصبح ايضًا عنيفًا جسديًا بعدما نست تشتري شيئًا كان يريده أثناء تسوقها لشراء البقالة.
في عام 2002 استمرت حالة الأسرة المادية في التدهور حيث كان لديهم طفل أخر وأصبحت حياتهم المهنية أقل استقرار، وقد بدأت سوزان العمل مجددًا بشكل منفرد لدعم الأسرة في حين أصبح أولنر أكثر عنفًا، بالإضافة إلى أنه أصبح غيور من الرجال في مكان عملها، وأضحى الزواج طويل الأجل مهتزًا، وبدأ يهدد سوزان بشكل مستمر، وأوعز إلى أبناءه الأولاد وابنته إلى تسمية أمهم بالداعرة البيضاء، رغم أنها في الحقيقة ثنائية العرق، وأمر ابنه في إحدى المناسبات بتسجيل ضربه لأمه، وقام لاحقًا بتشغيل تلك الشرائط الصوتية للعائلة أثناء العشاء، مع إيقاف الشرائط أحيانًا والإشارة إلى عيوب سوزان، ويسخر منها أثناء تبريره لأفعاله الوحشية،  وسرعان ما لاحظت صاحبة العمل لين جاسبر الكدمات المتنكرة في هيئة إصابات عرضية على وجه سوزان، وفي النهاية في مايو 2003 شجعت جاسبر سوزان على الفرار من منزل هي وابنائها، بعد اكتشاف رسالة وادع في مكتبها تحتوي على كلمات مثل «إذا حدث شيئًا لي أو أصبحت في أعداد المفقودين، فمن الممكن أن يكون زوجي متورط».